# 利奧波德·馮·蘭克
利奧波德·馮·蘭克（德語：Leopold von Ranke，1795年12月21日—1886年5月23日），生于神圣罗马帝国萨克森选侯国维厄，死于德意志帝国柏林，十九世紀德國最重要的歷史學家之一，也是西方近代史學的重要奠基者之一，被譽為「近代史學之父」。他主張研究歷史必須基於客觀地搜集研讀檔案資料之後，如實地呈現歷史的原貌，他的這種史學主張，被稱作蘭克史學，對後來東西方史學都有重大的影響。

## 蘭克的歷史主義
蘭克認為歷史必須擺脫先入為主的觀念和價值判斷，以客觀的態度去撰寫「曾經發生過的事情」，他說：「歷史學在每一樁存在之中都識別出無限的東西，在每種情況中，每種生存中，都有出自上帝的永恆。」簡言之，歷史家是「上帝之手」，而這種觀念被稱作「歷史主義」，它被視為是思想上的進步，它的出現不僅僅限於歷史理論，更是結合社會、政治秩序的人生哲學。

## 蘭克的歷史科學
蘭克又有「科學的歷史之父」之稱，其所謂的科學亦是個誤會，因「科學」一詞在歐陸乃泛指任何學科的有系統求知，重點是系統與方法，蘭克所謂「歷史科學」（Geschichtswissenschaft）是為此意，然而在英、美及中國，科學乃指自然科學，故傅斯年才言要把歷史學建設的和生物學、地質學同樣，後來歷史學受社會科學所影響，也崇尚將成果列成「科學報告」，然這些皆非蘭克所樂見的，他所謂科學的歷史無非是強調信史，信史是建立在嚴格的學術基礎上，換言之，歷史非僅止於史料之蒐集，更須詳加考定整理，此即有賴於科學系統。且歷史本就是有個體與個性的，蘭克僅是希望將歷史學提升至等同科學的地位，絕無意將歷史學變成科學。

## 史料與史學
蘭克成名極早，在處女作《拉丁與條頓民族史》時即一鳴驚人，但此書中他所依賴的史料多為已出版的資料，後來他一改其行，大量使用檔案等原始史料，還大嘆「資料無限而人生苦短」(the material is unlimited,the man small in comparison,and time short)。《奧圖曼與西班牙王國史》即是他利用柏林圖書館中的十六世紀南歐諸國史料編匯而成，《教皇史》則是使用義大利檔案庫的教會資料。依蘭克而言，只有使用經過嚴格批判後而認定的史料才是言而有徵的史書，不過因其在《拉丁與條頓民族史》的序言中曾寫道：「歷史要寫得像過去發生之事一樣真實。」此後來成為學界的名言，但此言係經由德文譯成英文，之後再轉譯成中文時，因語言的隔閡，而產生的不同的解讀，重視原始史料的初衷反被曲解成「史學即史料學」。

## 誤解
因蘭克治史強調客觀與材料，以致他的史學被簡約為史學方法論，但強調的客觀不是指撰寫歷史時不加裁斷與解釋，以免有主觀的意識摻於其中，而是不以今人偏見來衡量史事，即歷史不為道德、宗教、哲學等學作嫁衣裳，雖他本人也未能達到此標準，不過亦可得知歷史家係因先有主觀才會有客觀與公心。其史學會被簡約成史學方法論的原因大致有三點：
首先是因伯倫漢（Ernst Bernheim）於1889年出版《史學方法論》（Lehrbuch der historischen Methoden），內容提倡歷史知識的客觀性、史料的批判等，他自稱其方法是受到蘭克的啟發，更甚於蘭克的是他對歷史學科學化表現出樂觀的態度，認為經由考證與原始史料，歷史便能達到高度的客觀，蘭克的史學經由伯倫漢的發揚後，就被簡約成方法論了。
第二點，在蘭克之後，科學實證主義發展日益蓬勃，「蘭克學派」的成員如英國著名史家阿克頓勛爵等人，亦不免刻意淡化蘭克史學中宗教色彩，而僅強調蘭克的科學性。可是蘭克並非科學實證派，實證僅是其史學的一部分，他本人的信念深扎於基督教義中，相信歷史是由神創造，歷史背後有一精神力量，他稱之為「理念」（Ideanlehre），「理念」是源自於上帝意志，而歷史家是在神的旨意下而客觀，故他自言：「神在人心，人在神中，知識不過是道出存在我心之神。」無怪乎研究啟蒙運動的德裔美籍學者彼得·盖伊直言：「假如阿克頓在蘭克的著作中找不到蘭克的影子，那他一定沒讀懂蘭克。」
最後一個原因是「歷史主義」的式微，歷史主義強調歷史的文化性格，歷史經驗會依文化性格而有所改變，換言之，所有人類的組織都來自於歷史過程，故必須從此過程中去理解歷史的本質，在科學思潮的衝擊下，重視的是放諸四海皆準的法則，蘭克原本強調的特性，隨著歷史主義的式微也被淡化了。

## 歷史敘事
蘭克繼承了修昔底德的傳統，講究求真與敘事，他曾言：「歷史是藝術亦是科學」（history is at once art and science）。認為歷史乃是真實呈現具體的人事，須掌握歷史人物才能說明完整的故事，他的寫作從容流暢，可見他雖強調求真，卻未嘗拋棄敘事，說蘭克重分析拋敘事，乃又是一大誤解。

## 影響
蘭克學派代表的是追求歷史上客觀的事實，他說：“到底发生了什么？”「wie es eigentlich gewesen？」表示歷史家不應有主觀的判斷，這個說法提出來了，大家都覺得有道理，在美國、英國、法國，很多人都順著這條路走，後來都成了科學史學（scientific history）的宣傳者。中國的史學家傅斯年、陳寅恪等亦受到的重大影響。
余英時認為在近代中國，很快的也引進了蘭克的方法，其因為：其一，有乾嘉學派的底子；其二，確實需要客觀的史學，因為在中國以前的史學是一種褒貶式（praise and blame）的史學。由此，中國史學就以科學史學作為一個模範，最典型的就是中央研究院的歷史語言研究所，歷史語言的英文是History and Philology，明顯是受到蘭克的影響，這是因為傅斯年曾在德國留學，受了當時把歷史和語言打成一片的風氣感染。基本上這樣應是不錯，但很多人批評他，因為走到了極端，太重視小問題，反而忽略的大問題。不過就蘭克來說，並沒有這樣的問題，這種情況就像有人說柏拉圖不是柏拉圖主義者一樣。
大致上，因為傅斯年推廣的結果，有了幾個重要的影響：

- 第一點：歷史和語言有密切的關係。
- 第二點：歷史研究開始重視材料，材料完備就能得到完善的歷史，這個觀念是從歷史主義裡面衍生出來的。
- 第三點：誠如上述，材料越多越理想，所以講史學一定要淵博，淵博就是對史料的掌握度，這與乾嘉考據有關，考證時如果學問不好就無法將材料集中。

最明顯的例子就是陳寅恪，他的學問是大家都佩服的，他也受到蘭克的影響，認為歷史越全越好，一生準備材料就是要寫一篇最後的歷史（ultimate history），所以他的著作都自謙為「稿」，表示未成最後的定論。按當時的想法，最後的歷史是可以成立的，當時的觀念認為把材料都收集完了，對每一個小問題作極深極細的研究，就可以得到可靠的結論，沒有主觀的成見。到最後全部的問題都研究完了，就可以綜合出一部最後的歷史。

## 附註
1. ↑  弗雷德里克·C·贝瑟, The German Historicist Tradition, Oxford University Press, 2011. p. 366.
2. ↑  Schirrmacher, Thomas. . Thomas Schirrmacher.   [28 November 2012]. （原始内容存档于3 January 2014）.
3. 1 2  余英時. . . 聯經出版. 1976: 248–251  [2020-09-30]. （原始内容存档于2019-06-03）.

## 外部連結
- 〈蘭克史學之真相〉（页面存档备份，存于）
- 〈蘭克史學的反思〉（页面存档备份，存于）